# Prangos quasiperforata
Prangos quasiperforata är en flockblommig växtart som beskrevs av Kuzmina. Prangos quasiperforata ingår i släktet Prangos och familjen flockblommiga växter. Inga underarter finns listade i Catalogue of Life.